# Xiphidiopsis aglaia
Xiphidiopsis aglaia är en insektsart som beskrevs av Morgan Hebard 1922. Xiphidiopsis aglaia ingår i släktet Xiphidiopsis och familjen vårtbitare. Inga underarter finns listade i Catalogue of Life.